# Exoristobia columbi
Exoristobia columbi är en stekelart som först beskrevs av Girault 1923.  Exoristobia columbi ingår i släktet Exoristobia och familjen sköldlussteklar. Inga underarter finns listade i Catalogue of Life.